# 九龍巴士213M線
九龍巴士213M線是香港一條九龍市區巴士路線，由九龍巴士（一九三三）有限公司營辦，於2016年6月4日起投入服務，來往安泰及藍田站。路線途經安達邨、寶達邨及秀茂坪邨秀暉樓，並取道將軍澳道往返藍田，全程收費為$5.1。213M線設下特別班次213S和213B線，均只於星期一至五上午繁忙時間提服務：前者循環來往安達及藍田站，其走線與未延長至安泰邨前的213M線相同；後者由安泰單向開往觀塘定富街，在安達邨至協和街近同仁街之間並不設任何中途站。
作為首條服務安達臣道發展區的專營巴士路線，213M線主要方便相關地區居民往返藍田接駁港鐵，每日服務時間更長達21小時，取代九龍巴士251A線成為九巴服務時間最長的專營巴士路線，相對全港而言則僅次於城巴5B線。

## 歷史
運輸署於2015年1月8日向觀塘區議會交通及運輸委員會發表《安達臣道公共房屋發展計劃公共運輸服務的建議安排》，建議開辦6條全新路線，其中4條擬以公開招標決定營辦公司，包括一條由安達臣道發展區循環往返藍田鐵路站的巴士路線，方便發展區居民接駁港鐵。文件指出此路線開辦初期會以安達臣道發展區南發展屋邨（即安達邨）作臨時總站，並會在安達臣道發展區北發展屋邨（即安泰邨）入伙後會遷往該處作總站。
2015年11月，運輸署把相关四條新路線經營權均批給九巴，當中往返藍田鐵路站的路線編號定為213M。隨着位於安達臣道發展區中的安達邨於2016年起陸續落成，此路線於同年6月4日起投入服務，當時僅循環來往安達及藍田鐵路站，並提供於藍田站的$0.6港鐵轉乘優惠。同年8月6日起，213M線往安達方向於將軍澳道觀塘警署外新增中途站。
安泰邨於2017年中旬起陸續入伙，原本以安達邨為總站的213M線將按計劃延長至安泰邨作總站，有安達邨居民和安達居民協會總幹事許有為擔心此路線延長後，會出現登車困難的問題。運輸署則表示，調整巴士服務時會顧及安達邨的求，並不排除於繁忙時段提供特別班次服務，讓安達邨及安泰邨的居民都能使用巴士服務往返目的地。213M線其後在同年6月29日總站延長至安泰，來回程在安秀道近安達邨愛達樓增設中途站，往安泰方向不再途經安達總站；同日亦增設特別班次213S線，依主線未延長至安泰前的走線於平日上午繁忙時間提供服務，而213M線與港鐵之$0.6轉乘優惠亦沿襲至213S線，直至2018年10月1日才終止兩路線與港鐵之相關轉乘優惠。
自安達邨及安泰邨落成入伙，運輸署一直以「觀塘市中心十分擠塞」為由，無意開辦直達觀塘市中心的公共交通。不過，運輸署於2019年3月1日向觀塘區議會提交文件，建議213M線於平日上午增設特別班次213B，提供五個班次由安泰邨經安達邨和協和街直達觀塘同仁街，再經將軍澳道返回安達邨及安泰邨。213B線其後在同月25日投入服務，惟由2020年4月14日起，213B線臨時減至只提供4個班次，相關安排更於2021年8月9日起改為永久實施。2023年8月14日起，213B線所有班次依原有路線駛至協和街後改經觀塘道西行，增停「創紀之城」站後，於「觀塘定富街」站終結行程，不會返回安泰。2024年12月15日起，213M線往安泰方向增停安秀道「錦泰樓」站。

## 服務時間及班次
213M線所有班次均於安泰開出，並於每日清晨至深宵時段提供服務。以下服務時間及班次資訊以最近一次更新時為准。
| 安泰開           | 安泰開       | 安泰開       |
| 日期             | 服務時間     | 班次（分鐘） |
| ---------------- | ------------ | ------------ |
| 星期一至五       | 05:00－06:30 | 15           |
| 星期一至五       | 06:30－06:48 | 9            |
| 星期一至五       | 06:48－07:20 | 8            |
| 星期一至五       | 07:20－07:50 | 10           |
| 星期一至五       | 07:50－08:15 | 12－13       |
| 星期一至五       | 08:15－09:00 | 15           |
| 星期一至五       | 09:00－16:00 | 10           |
| 星期一至五       | 16:00－16:27 | 9            |
| 星期一至五       | 16:27－17:05 | 7－8         |
| 星期一至五       | 17:05－19:30 | 4－5         |
| 星期一至五       | 19:30－23:00 | 10           |
| 星期一至五       | 23:00－00:00 | 12           |
| 星期一至五       | 00:00－02:00 | 15           |
| 星期六           | 05:00－06:00 | 15           |
| 星期六           | 06:00－07:00 | 12           |
| 星期六           | 07:00－09:00 | 8            |
| 星期六           | 09:00－17:00 | 10           |
| 星期六           | 17:00－19:00 | 7－8         |
| 星期六           | 19:00－00:00 | 10           |
| 星期六           | 00:00－01:00 | 15           |
| 星期六           | 01:00－02:00 | 20           |
| 星期日及公眾假期 | 05:00－07:00 | 20           |
| 星期日及公眾假期 | 07:00－17:00 | 10           |
| 星期日及公眾假期 | 17:00－19:00 | 8            |
| 星期日及公眾假期 | 19:00－23:00 | 10           |
| 星期日及公眾假期 | 23:00－01:00 | 15           |
| 星期日及公眾假期 | 01:00－02:00 | 20           |

213S線所有班次均於安達開出，並只於星期一至五（公眾假期除外）上午繁忙時間提供服務。以下服務時間及班次資訊以最近一次更新時為准。
| 安達開     | 安達開       | 安達開       |
| 日期       | 服務時間     | 班次（分鐘） |
| ---------- | ------------ | ------------ |
| 星期一至五 | 06:00－06:30 | 10           |
| 星期一至五 | 06:30－06:46 | 8            |
| 星期一至五 | 06:46－07:00 | 7            |
| 星期一至五 | 07:00－07:36 | 6            |
| 星期一至五 | 07:36－09:00 | 7            |

213B線只於星期一至五（公眾假期除外）由安泰開出4班車，列表如下：
| 安泰開     | 安泰開       | 安泰開       |
| 日期       | 服務時間     | 班次（分鐘） |
| ---------- | ------------ | ------------ |
| 星期一至五 | 06:45－08:00 | 25           |

## 收費
213M、213S和213B線全程收費為$5.1，一律不設任何分段收費。
213M、213S和213B線設有12歲以下小童及65歲或以上長者半價優惠，當中60歲－64歲香港居民、65歲或以上長者與合資格殘疾人士如以指定八達通繳付三線的車資，均可享有長者及合資格殘疾人士公共交通票價優惠計劃提供的$2票價優惠。乘客登車時需以現金或八達通卡繳付車資，不設找贖；而每位成人乘客可免費帶同最多兩名四歲以下而且不佔座位的兒童乘車。此外，乘客亦可透過多元化電子支付系統（e度嘟）繳付車資，乘客使用此付款方式不能享有與非九巴／龍運路線之轉乘優惠，亦不能享有「公共交通費用補貼計劃」及「長者及合資格殘疾人士乘車優惠計劃」。

## 使用車輛

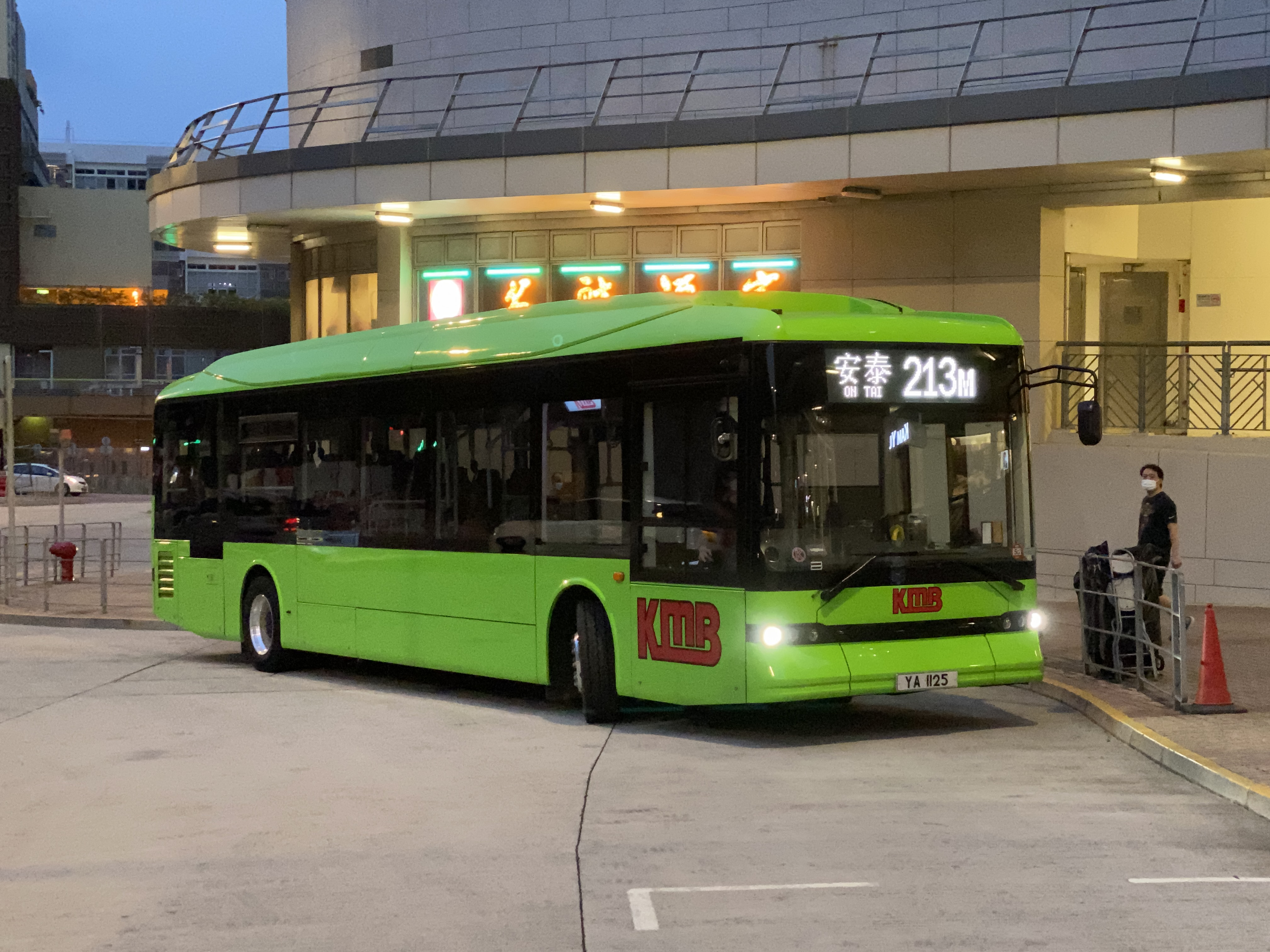
2022年9月24日起，九巴安排比亞迪B12A電動巴士行走此路線。

根據《2022－2023年度觀塘區巴士路線計劃》，213M線採用10輛雙層空調巴士提供服務。
213M線開辦時，九巴主要派出剛領牌的Enviro500 MMC Facelift 12米雙層巴士（車隊編號為ATENU）服役此路線，相關巴士的車廂左側及車尾均設有目的地電子路線牌，部份巴士曾貼上宣傳此線及港鐵轉乘優惠的橫幅廣告，當時其中一輛掛牌車（ATENU1000／UB8222）更是九巴第1000輛出牌的Enviro500 MMC 12米雙層巴士。而為應付此路線的客量需求，九巴更不時從13D、13X、95、296D及N691等路線抽調用車支援此線。
2020年9月起，此路線獲批准使用12.8米巴士，九巴遂派出Enviro500 MMC 12.8米行走此路線，包括配備歐盟五型環保引擎的車款（車隊編號為3ATENU），和配備歐盟六型環保引擎的車款（車隊編號為E6X）。
2022年9月24日起，九巴安排比亞迪B12A 12米（BEB）電動巴士行走此路線，首航當日乘客可獲贈一套三款的限量版電動巴士襟章及註明編號的乘搭證書作為紀念。九巴亦邀得九龍東選區立法會議員顏汶羽、觀塘區議員許有為及林瑋於首航當日進行儀式，並吸引不少市民和巴士迷親身乘搭。
2023年7月30日起，九巴安排比亞迪B12D 12米（BED）雙層電動巴士行走此路線。

## 行車路線
213M線由安泰開出之班次途經安秀道、寶琳路、秀茂坪道、將軍澳道、鯉魚門道、迴旋處、鯉魚門道、將軍澳道、秀茂坪道、寶琳路、安秀道、安翠街及安秀道，具體停站請參考資訊框。
213S線由安達開出之班次途經安秀道、寶琳路、秀茂坪道、將軍澳道、鯉魚門道、迴旋處、鯉魚門道、將軍澳道、秀茂坪道、寶琳路、安秀道、安翠街及安秀道，具體停站請參考資訊框。
213B線由安泰開出之班次途經安秀道、寶琳路、秀茂坪道、協和街及觀塘道，具體停站請參考資訊框。

## 使用狀況
213M線為安達臣道發展計劃中的屋邨提供鐵路接駁服務，因此自從安達邨和安泰邨相繼入伙後，此線客量便一直處於高水平，繁忙時間不時出現大排長龍等候此線的情況，九巴不時增加非常規班次疏導乘客，甚至在2019年分拆出特別班次213B線，以應付發展區內前往觀塘市中心的需求。在2021年，213M線於每天早上6時至9時之間約有1,500名乘客乘搭。在2023年，213M及213S線最繁忙半小時平均載客率約75%。
儘管觀塘區議會一直要求213B線提升為全日服務，運輸署卻在《2022－2023年度觀塘區巴士路線計劃》中指出213B線載客量偏低，建議該線減至只剩兩個班次。運輸署在2023年回覆觀塘區議會表示，213B線每班車載客率只有約30%或更低。